# Atenaide (Vivaldi)
Atenaide (també anomenada Gli affetti generosi) és una òpera d'Antonio Vivaldi, composta el 1729 sobre un llibret d'Apostolo Zeno. La història es basa molt lliurement en la història de l'emperadriu romana d'Orient Atenaida, convertida al cristianisme amb el nom d'Elia Eudòxia, esposa de Teodosi II.
Es tracta de la tercera òpera composta per Vivaldi per al Teatro della Pergola, després de Scanderberg (1718) i Ipermestra (1727), ambdues grans èxits de Vivaldi. Amb Atenaide l'empresari del teatre Luca Casimiro degli Albizzi esperava reeditar els èxits anteriors en la temporada de 1729. No obstant això l'òpera resultà un fracàs, del qual Vivaldi es recuperaria amb la seva següent òpera, Catone in Utica.
La puntuació de la primera actuació s'ha perdut. L'única partitura supervivent és testimoni d'una repetició posterior, de la qual no ha sobreviscut cap llibret (la data, el lloc d'actuació i el repartiment són, per tant, desconeguts)
La partitura supervivent (RV 702-B) no està datada i no es coneix cap llibret d'una possible reordenació.
En particular, la partitura RV 702-B conté les àries següents, absents del llibret de RV 702-A, i les dues fonts difereixen, a més, en la numeració de les escenes, la qual cosa demostra que es refereixen a dues interpretacions diferents de la òpera:
Acte I
- Escena I - Ti stringo in questo amplesso (RV 702-B), la núvia Augusta puja al tron (RV 702-A)
- Escena IV: Là sul margine del rio (RV 702-B), no trobeu descans en mi (RV 702-A)
- Escena VIII - Reggia amica a te vicino (RV 702-B), mentre que RV 702-A no porta ària per a l'escena corresponent
- Escena X - Mal s'accende di sdegno (RV 702-B), A la roca l'onada enfadada (RV 702-A)

Acte II
- Escena VIII - Bel piacer di fido core (RV 702-B), Misero è quel nocchier (RV 702-A)

Acte III
- Escena VIII - Cor mio che prigion sei  (RV 702-B), mentre que RV 702-A no conté ària per a l'escena corresponent

El tercer acte de RV 702-B també conté l'ària Infausta reggia, addio, absent de RV 702-A, de la mateixa manera que RV 702-A incloïa les àries Il tempo a noi dono i Si son tua, padre amoroso, no testificades pel puntuació de supervivència.

## Primers artistes

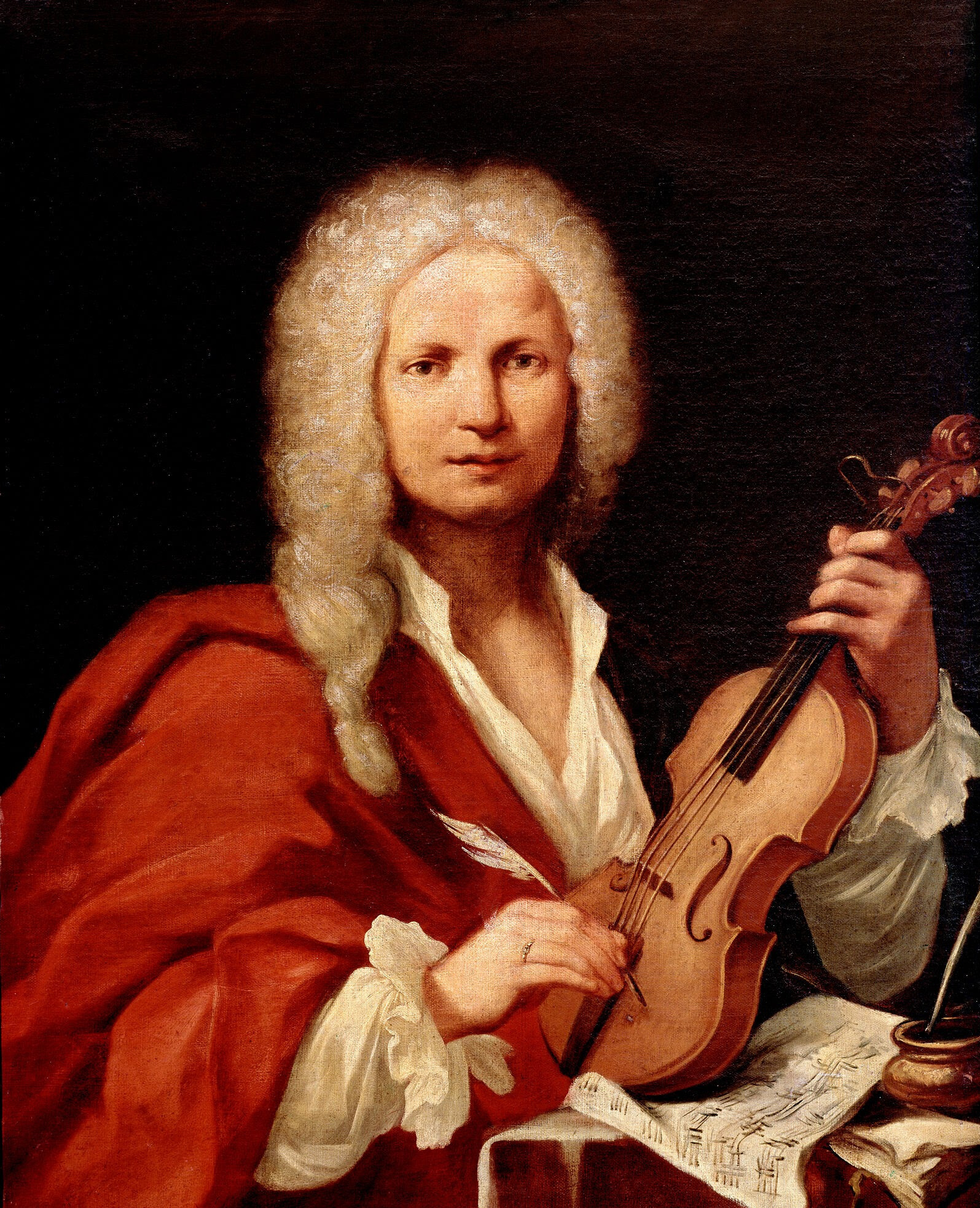
Retrat d'Antonio Vivaldi

| rol       | tipologia vocal | primers intèrprets, 29 de desembre de 1728 |
| --------- | --------------- | ------------------------------------------ |
| Atenaides | soprano         | Maria Giustina Turcotti                    |
| Pulcheria | mezzo-soprano   | Anna Girò                                  |
| Teodosi   | soprano castrat | Gaetano Valletta                           |
| Leontino  | tenor           | Annibale Pio Fabri                         |
| Varane    | alto (travesti) | Elisabetta Moro                            |
| Marcià    | alt (travesti)  | Anna Maria Faini                           |
| Probus    | tenor           | Gaetano Baroni                             |

## Enregistraments
| Any  | Director                | Orquestra    | Cantants                                                                        | Editorial | Notes |
| ---- | ----------------------- | ------------ | ------------------------------------------------------------------------------- | --------- | ----- |
| 2007 | Federico Maria Sardelli | Modo Antiquo | Sandrine Piau Vivica Genaux Guillemette Laurens Romina Basso Nathalie Stutzmann | Naïve     | 3 CD  |